# Ectocyclops rubescens
Ectocyclops rubescens är en kräftdjursart som beskrevs av Brady 1904. Ectocyclops rubescens ingår i släktet Ectocyclops och familjen Cyclopidae. Inga underarter finns listade i Catalogue of Life.